# 1134
| Calendário gregoriano                                                        | 1134 MCXXXIV                                         |
| Ab urbe condita                                                              | 1887                                                 |
| Calendário arménio                                                           | 583 – 584                                            |
| Calendário bahá'í                                                            | -710 – -709                                          |
| Calendário budista                                                           | 1678                                                 |
| Calendário chinês                                                            | 3830 – 3831 Início a 28 de janeiro (aproximadamente) |
| Calendário copta                                                             | 850 – 851                                            |
| Calendário etíope                                                            | 1126 – 1127                                          |
| Calendários hindus - Vikram Samvat - Calendário nacional indiano - Cáli Iuga | 1189 – 1190 1055 – 1056 4234 – 4235                  |
| Calendário Holoceno                                                          | 11134                                                |
| Calendário islâmico                                                          | 528 – 529                                            |
| Calendário judaico                                                           | 4894 – 4895                                          |
| Calendário persa                                                             | 512 – 513                                            |
| Calendário rúnico                                                            | 1384                                                 |
| Calendário solar tailandês                                                   | 1677                                                 |

1134 (MCXXXIV, na numeração romana) foi um ano comum do século XII do Calendário Juliano, da Era de Cristo, e a sua letra dominical foi G (52 semanas), teve início numa segunda-feira e terminou também numa segunda-feira.
No território que viria a ser o reino de Portugal estava em vigor a Era de César que já contava 1172 anos.
| Ano completo                         |
| ------------------------------------ |
| Ano comum com início à segunda-feira |

## Nascimentos
- Raimundo V de Toulouse, conde de Toulouse, m. 1194.

## Mortes
- 10 de Fevereiro - Roberto II da Normandia, filho do rei Guilherme I de Inglaterra.
- 7 de Julho - Emérico II de Narbona, foi o 7º visconde de Narbona (n. 1080).
- 7 de Setembro - Afonso I de Aragão, de cognome «o Batalhador» (n. 1073).
- Bertrando de Risnel, Cavaleiro Cruzado que participou na Reconquista Cristã nos territórios de Espanha, foi tenente em Carrión de los Condes.